# Масов инерционен момент
В класическата механика, инерционният момент, наричан също масов инерционен момент или инерчен момент, (SI единици kg·m²·rad-2,) е мярка за „съпротивата“, която едно тяло оказва на промяна в състоянието си на въртеливо движение. С други думи, това е инерцията на въртящото се тяло по отношение на въртенето му. Аналогично с дефиницията на обикновената инерция, обект, който се върти, се стреми да продължи да се върти с постоянна скорост и ще продължи да се върти, докато не му подейства външен въртящ момент. Инерционния момент играе роля във въртеливото движение, подобна на ролята на масата в линейната динамика, описвайки отношението между момент на импулса и ъглова скорост, въртящ момент и ъглово ускорение и др. Най-често се обозначава с I и понякога с J.
Инерционният момент обикновено се приема за скалар в по-простите явления. За анализ на по-сложни системи инерционният момент се третира като тензор.

## Преглед
Тъй като инерционният момент около дадена ос показва колко трудно се изменя движението около тази ос, той включва не само масата на обекта, но и отдалечеността му от тази ос. Колкото по-далече е един обект от оста на въртене, толкова по-голям е неговият инерционен момент.
Скаларната форма на инерционния момент зависи от избрана ос на въртене, докато по-общата с тензорна форма не зависи.

## Скаларен инерционен момент
Нека твърдо тяло се върти с ъглова скорост ω около дадена ос. Тялото се състои от of N точкови маси mi, чието отстояние от оста на въртене отбелязваме с ri. Всяка точкова маса ще има линейна скорост vi = ωri, така че пълната кинетична енергия E на тялото е:
{\displaystyle E=\sum \limits _{i=1}^{N}{\frac {1}{2}}\,m_{i}v_{i}^{2}=\sum \limits _{i=1}^{N}{\frac {1}{2}}\,m_{i}(\omega r_{i})^{2}={\frac {1}{2}}\,\omega ^{2}{\Big (}\textstyle \sum \limits _{i=1}^{N}m_{i}r_{i}^{2}{\Big )}.}
В този израз стойността в скобите наричаме „инерционен момент на тялото спрямо дадената ос“. Бележим го с главно латинско I:
{\displaystyle I=\sum \limits _{i=1}^{N}m_{i}r_{i}^{2}\ .}
Забележка: ri в случая е разстоянието до избраната ос на въртене, а не до началната точка в координатната система. Затова инерционния момент е различен спрямо различните оси на въртене.
Инерционният момент на плътно твърдо тяло около зададена ос може да бъде намерен чрез заместване на сумата с интеграл:
{\displaystyle I=\int \limits _{V}\rho (\mathbf {r} )\,d(\mathbf {r} )^{2}\,\mathrm {d} V\!(\mathbf {r} ),}
където r е радиус вектор на точка от тялото, ρ(r) е масовата плътност в точка r, и d(r) е разстоянието от точката r до оста на въртене. V е обемът на тялото.

### Теореми
| Теорема                                                            | Означения | Формула                                               |
| ------------------------------------------------------------------ | --- | ----------------------------------------------------- |
| Принцип на суперпозицията за инерционен момент за всяка избрана ос | Inet = Резултантния инерционен момент (около всяка избрана ос) | {\displaystyle I_{\mathrm {net} }=\sum _{j}I_{j}\,\!} |
| Теорема на Щайнер за успоредните оси                               | M = маса на тялото d = перпендикулярното разстоянние между две оси през центъра на масата ICM = инерчен момент спрямо оста през центъра на масата Id = инерчен момент спрямо успоредната ос | {\displaystyle I_{d}=I_{\mathrm {com} }+Md^{2}\,\!}   |
| Теорема за перпендикулярните оси                                   | i, j, k се отнасят за всяка една от възможни взаимно перпендикулярни оси | {\displaystyle I_{k}\leq I_{i}+I_{j}\,\!}             |

### Свойства
Суперпозиция
Инерционният момент е адитивна величина. Това значи, че ако тяло бъде разделено на няколко части, то инерционният момент на цялото тяло около дадена ос е равен на сумата от инерционните моменти на частите му около същата ос.